# Hartmannshofer Park

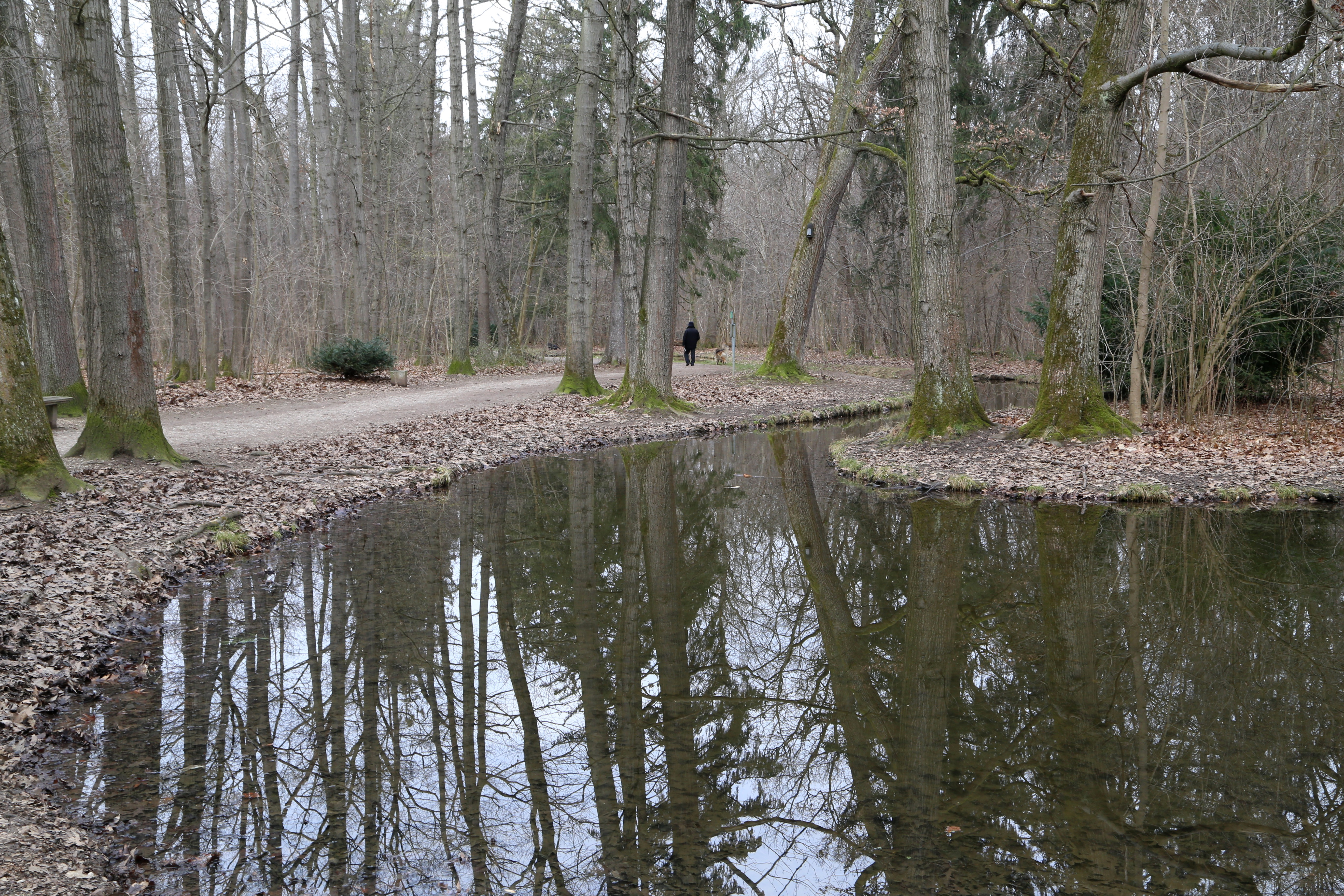
Hartmannshofer Bach im Hartmannshofer Park

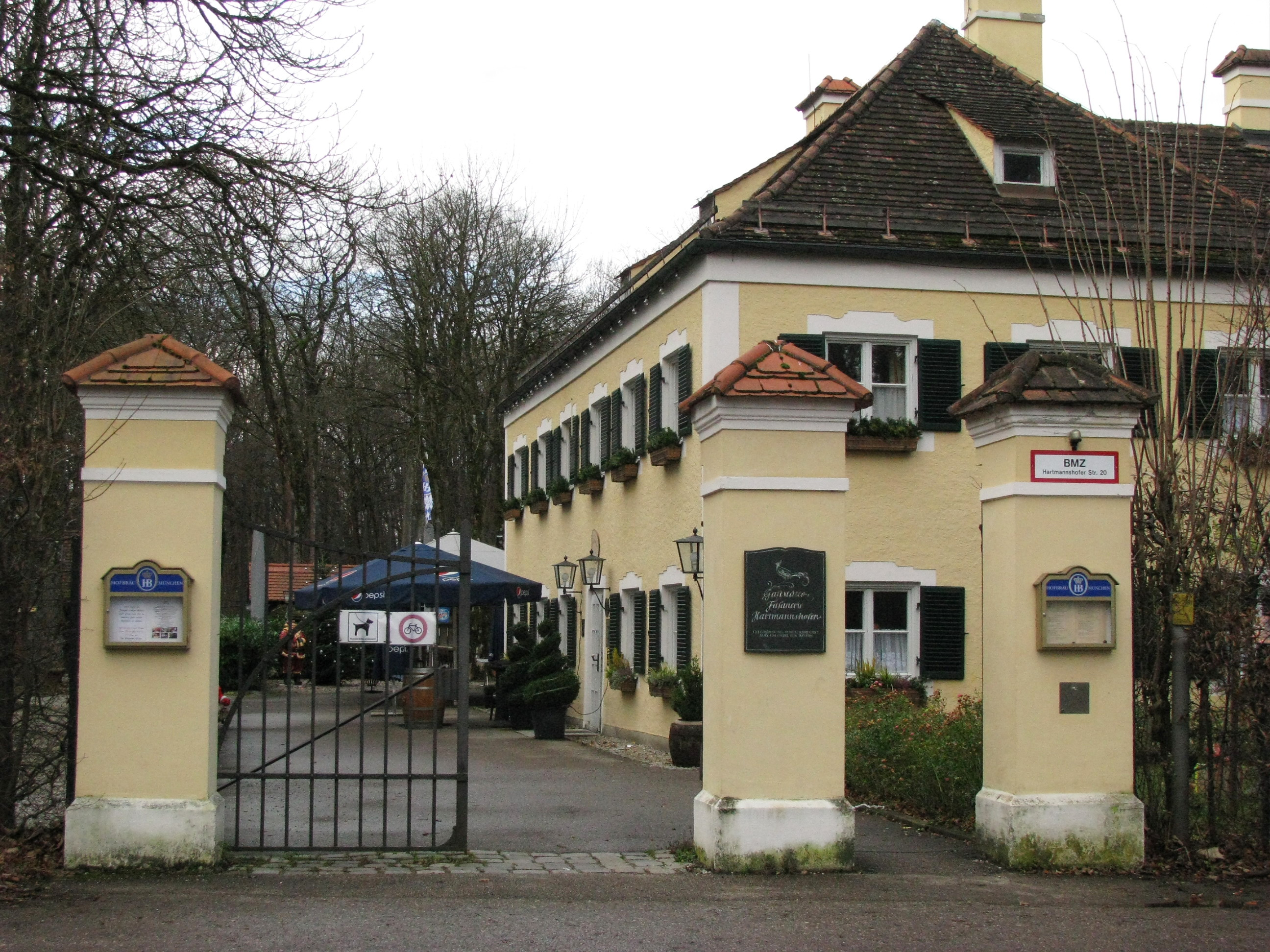
Fasanerie im Hartmannshofer Park

Der Hartmannshofer Park ist ein Park im Münchner Stadtteil Moosach, im namensstiftenden Hartmannshofen. Er liegt nördlich von Schloß Nymphenburg, des Botanischen Gartens und des Kapuzinerhölzls. 

## Beschreibung
Durch den Park fließt der Hartmannshofer Bach. Im Norden liegt das Vereinsgelände des TSV Moosach-Hartmannshofen.
Der Name des dortigen Biergartens Fasanerie und das Gebäude, ein ehemaliges Forsthaus, erinnern an die Fasanenaufzucht Oberer Fasangarten die Kurfürst Max Emanuel dort 1717 einrichten ließ und die von den bayrischen Königen noch bis zum Ersten Weltkrieg fortgeführt wurde. Erst in den 1960er-Jahren wandelte der Freistaat Bayern das Gebiet in einen Park um.
Das Gebiet ist heute ein Bestandteil des seit 1964 als Landschaftsschutzgebiet ausgewiesenen LSG-00588.01.